# Тайдзюцу

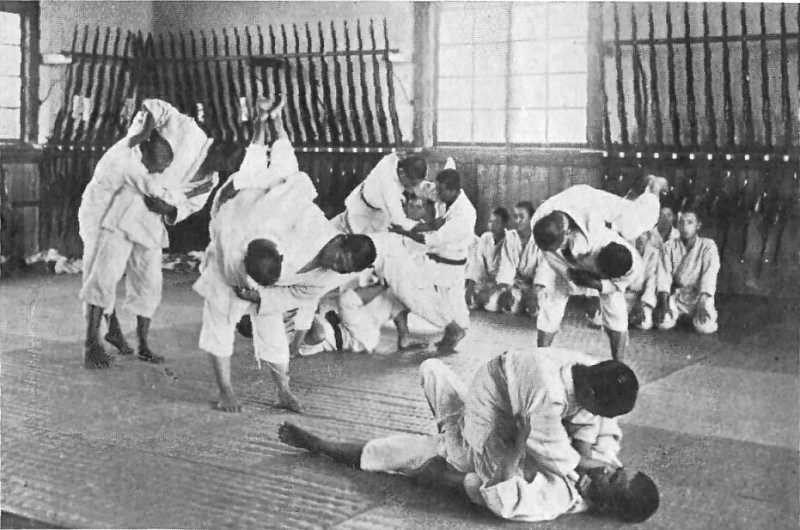

Тай-дзюцу (яп. 体術) — японское искусство ближнего боя без оружия, искусство поддержания здорового тела.
Система тай-дзюцу включает в себя множество известных групп техник: удары руками и ногами, болевые выкручивания, броски, удушения и т. д. Воплощает в себе традиции более чем тысячелетней истории развития японского искусства воинов-теней и, по всей вероятности, одна из немногих, которые ещё считают своей главной задачей развитие сознания, духа воина через изучение реальной боевой техники и психофизической практики.
При поединке мастеров тайдзюцу высокого уровня малейшее движение зачастую решает исход боя, определяя победу или поражение. Даже если движение почти совершенно, одна маленькая ошибка иногда определяет жизнь.
Одно из древних названий Джуи-джитсу, а в современную эпоху — техника передвижений и поворотов, входящая составной частью в большинство боевых искусств Востока.

## Бои на статус и история сумо
В древней Японии борьба была довольно примитивной.

Номи-но Сукунэ прибыл из Идзумо, и ему и Тайма-но Кэхая немедленно повелели бороться. Эти мужи встали друг напротив друга. Оба подняли ноги и пнули друг друга. И Номи-но Сукунэ сломал ударом ребра Кэхая, и ещё раз ударил и сломал ему поясницу. Посему земля Тайма-но Кэхая была захвачена и целиком отдана Номи-но Сукунэ.
— «Нихонги» («Анналы Японии»)
Подобные состязания в «Нихонги» называются тикара-курабэ — «соизмерение сил». Именно сила, а не техника и ловкость определяли победителя в схватке.
В V—VI веках на основе тикара-курабэ сложилась популярная и ныне борьба гигантов — сумо, а точнее — его ранний вариант сумаи. К периоду Нара эта борьба получила широкое распространение. Именно к этому времени относятся достоверные сведения о проведении состязаний по сумо.
Что касается техники тогдашнего сумо, то она, по-видимому, была довольно примитивна и включала в себя в основном толчки, сбивы, заваливания. Упор делался на силу. Борцы стремились путём специальной диеты увеличить собственный вес и, судя по изображениям, им это удавалось даже в те далекие, не вполне обеспеченные времена. На турнирах удары перестали применяться из-за их чрезвычайной опасности для здоровья, но в реальном бою борцы часто применяли удары руками и толчковый удар пяткой вперед. Так как победа в ритуальной схватке присуждалась борцу, бросившему противника наземь, то борьба в партере не велась и, соответственно, не изучалась.

## Первая китайская волна
VIII—IX века стали весьма важной вехой в истории борьбы без оружия в стране Восходящего солнца. В это время усилились контакты с материком, и мощный культурный поток вместе с тысячами переселенцев хлынул из Китая и Кореи в Японию. Иммигранты привезли с собой свои оригинальные методы боя, в которых основное место отводилось разнообразным ударам руками и ногами, болевым приемам на суставы. В этой связи нужно упомянуть полу-легендарную школу сёсё-рю («школа всех наград»), сообщения о которой то появляются, то исчезают в источниках XII—XIV веков. Создателем сёсё-рю считается выходец из знатного китайского иммигрантского рода, полководец Саканоуэ Тамурамаро, прославившийся своими победами над айнами. Спецификой этой школы было развитие исключительной силы руки и сверхзакалка ударных поверхностей, что, якобы, позволяло пробить стальную пластину панциря. Источники сообщают, что когда непобедимый военачальник конца XII века Минамото Ёсицунэ увидел работу мастера сёсё-рю, то был потрясен до глубины души.
Заметный след в истории японской борьбы без оружия оставила и школа Тёсуй-рю, созданная Отомо Комаро, изучившим китайское кулачное искусство у мастера Цзяньчжэня, приехавшего в Японию в правление императора Кокэна (749—758). Позже, в середине XIV века самурай Урабэ-но Сукунэ Канэсада усовершенствовал её технику, добавив приемы китайского наставника Суньжэня Исю. Канэсада назвал искусство Тёсуй-рю дакэн-дзюцу — «искусство кулачных ударов». Техника безоружного поединка Тёсуй-рю легла в основу Куки Синдэн-рю — одной из самых влиятельных школ японских бу-дзюцу.

## Ёрои-кумиути
Примерно с X века, параллельно со становлением военного сословия самураев начала складываться специальная боевая система борьбы в доспехах — ёрои-кумиути (кумиути, ёрои-гуми, каттю-гуми). Во многом она походила на сумо — те же толчки и сваливания. Это легко объяснимо, ведь бойцы в сражениях носили доспехи, тяжесть которых с успехом заменяла искусственно нагнанный вес сумоиста. Да и громоздкие, похожие на коробки панцири мешали брать удобный захват. Тем не менее техника ёрои-кумиути была намного богаче. Здесь не было условных ограничений как в сумо — вести борьбу только стоя, ни в коем случае не падать на землю, не применять удары и оружие. Бойцы были вольны использовать любые приемы и способы — важен был лишь результат.
Приемы ёрои-кумиути использовались во всех случаях, когда воин терял оружие — ронял его, ломал и т. п. В битвах X—XIII веков бой начинался с перестрелки из луков, за которой следовала встречная атака и противники тут же оказывались на земле. Меч в такой ситуации использовать было очень сложно — его попросту некогда было вынимать из ножен. Поэтому ёрои-кумиути пользовалось в те дни гораздо большим почётом, чем фехтование на больших мечах-тати. Зато короткий меч-кодати или кинжал-танто обладали большой популярностью, так как ими можно было воспользоваться в бою в стиле ёрои-кумиути.
Основу ёрои-кумиути составляли различные борцовские приемы — захваты, броски, заломы, удушения — позволявшие эффективно вести бой с вооружённым и одетым в доспехи противником. При случае воины могли также использовать удары руками и ногами, но только как вспомогательное оружие — о вражеский доспех было проще отбить руку или ногу, чем нанести какой-нибудь вред.
Главным в ёрои-кумиути было правильное использование бедер и силы конечностей. Достигалось это при помощи специального обоюдного симметричного захвата, который назывался ёцу-гуми — «четверное сцепление». В ёцу-гуми оба бойца плотно обхватывали друг друга, не хватаясь при этом руками за пластины доспехов. Такой захват помогал воину сохранять равновесие и мобильность и позволял эффективно контролировать действия противника.
В любой удобный момент один или оба бойца были готовы мгновенно обнажить короткий меч или специальный кинжал для пробивания доспехов, называвшийся ёрои-доси. Ёрои-доси носили заткнутым за пояс на правом бедре, выхватывали его обычно левой рукой. Требовалось замечательное умение, чтобы контролировать противника одной рукой и поддерживать равновесие, пока вторая извлекала кинжал из ножен и пыталась поразить уязвимую, не прикрытую доспехами часть тела противника. Сделать это в свалке было крайне трудно, так как требовалось попасть в маленькую щель между пластинами, да ещё под строго определённым углом.
В ёрои-кумиути часто применялись разнообразные броски с падением, в которых боец стремился использовать вес собственного тела и тяжесть доспехов, чтобы опрокинуть противника на землю. После броска он стремился навалиться всей массой сверху и использовал удержание, чтобы обессилить врага, а затем прикончить ударом кинжала.
Мастера ёрои-кумиути стремились к максимально эффективному использованию особенностей конструкции японского доспеха. Так, при нападении сзади рывком за козырек шлема вверх, когда задняя пластина упиралась в основание шеи, можно было легко сломать шейные позвонки. Металлическое кольцо для крепления колчана на задней пластине панциря применялось в качестве удобной рукоятки при бросках через бедро.
Как видно из описания техники ёрои-кумиути, этот вид борьбы был рассчитан в основном на столкновение один на один. В те времена, в X—XIII веках, сражения, как правило, превращались в колоссальные турниры с традиционными громогласными провозглашениями родословных, с театральными вызовами на бой. Самураи считали ниже своего достоинства сражаться с противником, не назвавшим своего имени и не имеющим благородного происхождения, не желали унижаться до того, чтобы убивать врага скопом, когда невозможно определить, кто же проявил большую доблесть в сражении. Все это предопределило специфический характер ёрои-кумиути как искусства побеждать в рукопашном поединке в доспехах. Его последователи не задумывались о необходимости предохраняться от нападения сзади. Сцепляясь с противником, они уже не могли реагировать на действия других противников… И зачастую оказывались жертвами этих недосмотров.
На протяжении очень долгого времени — примерно с XI по XVI века — ёрои-кумиути являлось главной формой борьбы без оружия, но канонизировано оно было довольно поздно — в XIV—XV веках. Хотя ёрои-кумиути вошло в программу многих школ бу-дзюцу, за первенство в его канонизации спорят две школы: Мусо тёкудэн-рю, по преданию основанная ещё в XIII веке легендарным буддийским монахом Икэйбо Тёхэн, и Цуцуми Ходзан-рю, созданная в XIV веке мастером по имени Цуцуми Ямасиро-но-ками Ходзан, учеником полу-легендарного основателя японских бу-дзюцу дзэнского монаха Дзиона, которому принадлежит создание школы Нэн-рю.

## Когусоку
Начиная с середины XVI века японское искусство рукопашного боя без оружия претерпевает революционные изменения. Это было предопределено многими факторами. Изменился общий характер ведения боевых действий. Сражение этого периода — уже не грандиозный турнир, а столкновение армий, где роль индивидуального воина отходит на второй план перед коллективными действиями. Здесь никто не откликается на вызов на поединок, стальная конная масса попросту давит воина-одиночку, а стена копейщиков во мгновение ока превращает его в решето. Нападения сзади, вдесятером на одного становятся обычным делом. По сравнению с предыдущим периодом резко возросла численность армий, которые теперь комплектуются не только из благородных буси, но и из простолюдинов. Рост количества воинов в сочетании с новой маневренной тактикой ведут к изменению защитного вооружения, которое должно стать легче и дешевле. И в XVI веке появляется облегченный чешуйчатый доспех гусоку работы знаменитого мастера Мацунага Хисасигэ. Широкое распространение получает его сокращенная форма когусоку, состоящая только из грудной пластины, набедренника, наголенников и наручей, служившая для экипировки полчищ рядовых солдат-пехотинцев асигару («легконогие»).
В результате всех этих перемен складывается новая система рукопашного боя в облегченном доспехе когусоку, известная под названиями когусоку и коси-но мавари («окружающее поясницу»). По сравнению с ёрои-кумиути арсенал когусоку был гораздо шире. Здесь и знакомые нам по дзюдо и айкидо броски через бедро, спину, плечо; оригинальные перевороты противника вниз головой с последующим опусканием черепом на мостовую; разнообразные подсечки; болевые приемы на локоть и колено, шейные позвонки. В когусоку уже довольно широко применялись удары, рассчитанные на поражение не прикрытых доспехом частей тела — почек (круговой удар кулаком в обход туловища), паха (удар типа «апперкот» под «юбку» доспеха), колена (удар ребром стопы) и т. п. Изобретение когусоку приписывается Такэноути Хисамори, который был силен духом, но мал ростом и слаб телом, а потому мечтал научиться побеждать более сильных и рослых противников за счёт ловкости и техники.
Когусоку в тот период не вытеснило ёрои-кумиути, поскольку самураи высших рангов по-прежнему носили тяжелые доспехи, способные защитить даже от мушкетной пули. В результате многие школы бу-дзюцу ввели в свою программу оба этих вида рукопашного боя. Примером такой системы является известная школа Ягю Синган-рю, где четко разграничивается уровень асигару — когусоку, и уровень буси — ёрои-кумиути, а кроме того имеется ещё и дзю-дзюцу — то есть искусство ведения боя без оружия (или с малыми подручными видами оружия) и без доспехов, но это уже следующий этап эволюции японской борьбы.

## Дзю-дзюцу
С окончанием междоусобных войн в начале XVII века в Японии установился долгожданный мир, и доспехи были навсегда уложены в сундуки. Это вызвало подлинную революцию в мире искусства боя без оружия. Все ограничения, связанные с ведением боя верхом, в доспехах, ушли в прошлое, и взгляду мастеров борьбы открылись невиданные доселе просторы бесчисленных интерпретаций.
XVII век стал временем активного осмысления опыта, накопленного за долгие годы войн. Совершенствовалась техника борьбы, создавались фундаментальные теоретические работы по бу-дзюцу. В результате родилась новая, изощренная система боя голыми руками, получившая имя дзюдзюцу (известна также под названиями явара, ва-дзюцу, тайдзюцу и т. п.).
Это название, буквально обозначающее «искусство мягкости», полно глубокого смысла. В основу дзюдзюцу легла идея одоления противника — безоружного или вооружённого — при помощи упругой податливости, а не силы. Мастер дзю-дзюцу никогда не истощает в борьбе своих сил, а напротив старается измотать врага, чтобы легче было его победить. Он заставляет его делать резкие движения и ловко уворачивается от них. Не ставя жестких блоков, он проворно отступает, в результате противник, не встретив препятствия и повинуясь закону инерции, подается вперед. Пропустить силу противника мимо или перенаправить её, а когда она истощится, добавить своё усилие — вот сущность дзюдзюцу.
Легенды утверждают, что впервые сформулировал принцип мягкой податливости врач из Нагасаки по имени Акаяма Сиробэй (в другой версии — Миура Ёсин), который в течение ряда лет изучал в Китае традиционную медицину. Там он познакомился с техникой бросков, болевых приемов и ударов системы, которую он называл хакуда. Вернувшись на родину, он основал частную школу боевого искусства, где начал преподавание техники хакуда. Однако монотонность тренировок привела к тому, что вскоре почти все ученики отвернулись от Акаямы. Через четыре года после открытия своего додзё врач закрыл его и удалился в буддийский монастырь для стодневной медитации.
Как рассказывает легенда, однажды ранним морозным утром Акаяма вышел прогуляться в сад. Здесь его внимание привлекла замечательная картина: накануне выпал обильный снег, и у многих деревьев были сломаны ветви, только ива (по другим источникам — вишня-сакура) стояла как ни в чём не бывало — тяжелые комья снега просто соскальзывали с её упругих ветвей. Говорят, Акаяма при виде неповрежденных ветвей ивы пережил озарение. В один миг он понял, что противостоять силе силой бесполезно и губительно, нужно уклоняться от атаки, перенаправлять силу и использовать её себе на пользу. Этот всеобъемлющий принцип одоления силы мягкостью и податливостью лег в основу дальнейших исследований мастера, который вскоре сумел увеличить арсенал своей системы до 300 (по другим данным — до 70) приемов и создать свою собственную школу, которая после смерти учителя получила название Ёсин-рю.